# Wohn- und Wirtschaftsgebäude Georgstraße 26
Das Wohn- und Wirtschaftsgebäude Georgstraße 26 im niedersächsischen Elsfleth, Ortsteil Moorriem, Bauerschaft Eckfleth im Landkreis Wesermarsch, stammt vom Ende des 19. Jahrhunderts.

Aktuell (2023) wird es als Wohnhaus und wohl gewerblich genutzt.
Das Gebäude steht unter Denkmalschutz (siehe auch Liste der Baudenkmale in Elsfleth).

## Geschichte
Die Marschhufensiedlung Moorriem mit der südlichen Bauerschaft Eckfleth erstreckt sich über etwa 16 Kilometer, wurde nach 1062 gegründet und erhielt im 14. Jahrhundert die heutige Struktur mit den schmalen, extrem langgestreckten Parzellen. Im Abstand von ca. 50 bis 100 Metern liegen zahlreiche Hofstellen auf Wurten.
Das eingeschossige giebelständige Wohn- und Wirtschaftsgebäude als Vierständer-Hallenhaus mit Backsteinaußenmauern, Krüppelwalmdach und Niedersachsengiebeln mit Uhlenloch sowie der Grooten Door mit Korbbogen und darüber eine Ladeluke, sowie mit Rahmung der Bögen, Kantenlisenen und am Giebel ansteigender stilisierter Konsolfries, stammt von 1898 (Inschrift).
Auf der Anlage auf einer Wurt und auf einem großen baumbestandenen Grundstück stehen weitere nicht denkmalgeschützte Nebenanlagen.
Das Landesdenkmalamt befand: „… geschichtliche Bedeutung … als beispielhaftes spätes, um 1900 erbautes Vierständerhallenhaus … sowie eine städtebauliche Bedeutung für das Ortsbild … .“
Ein Vierständerhallenhaus ist ein nicht so häufig vorkommender, zumeist breiterer Bautyp.